# Hofej–Nanking nagysebességű vasútvonal
A Hofej–Nanking nagysebességű vasútvonal (egyszerűsített kínai írással: 合宁铁路; tradicionális kínai írással: 合寧鐵路; pinjin: Hé-Níng Tiělù) egy 25 kV 50 Hz-cel villamosított, kétvágányú nagysebességű vasútvonal Kínában Hofej és Nanking között. A vonalon a maximális sebesség 250 km/h. A vonal része a Sanghaj–Vuhan–Csengtu nagysebességű vasútvonalnak.